# Paul Basilius Barth

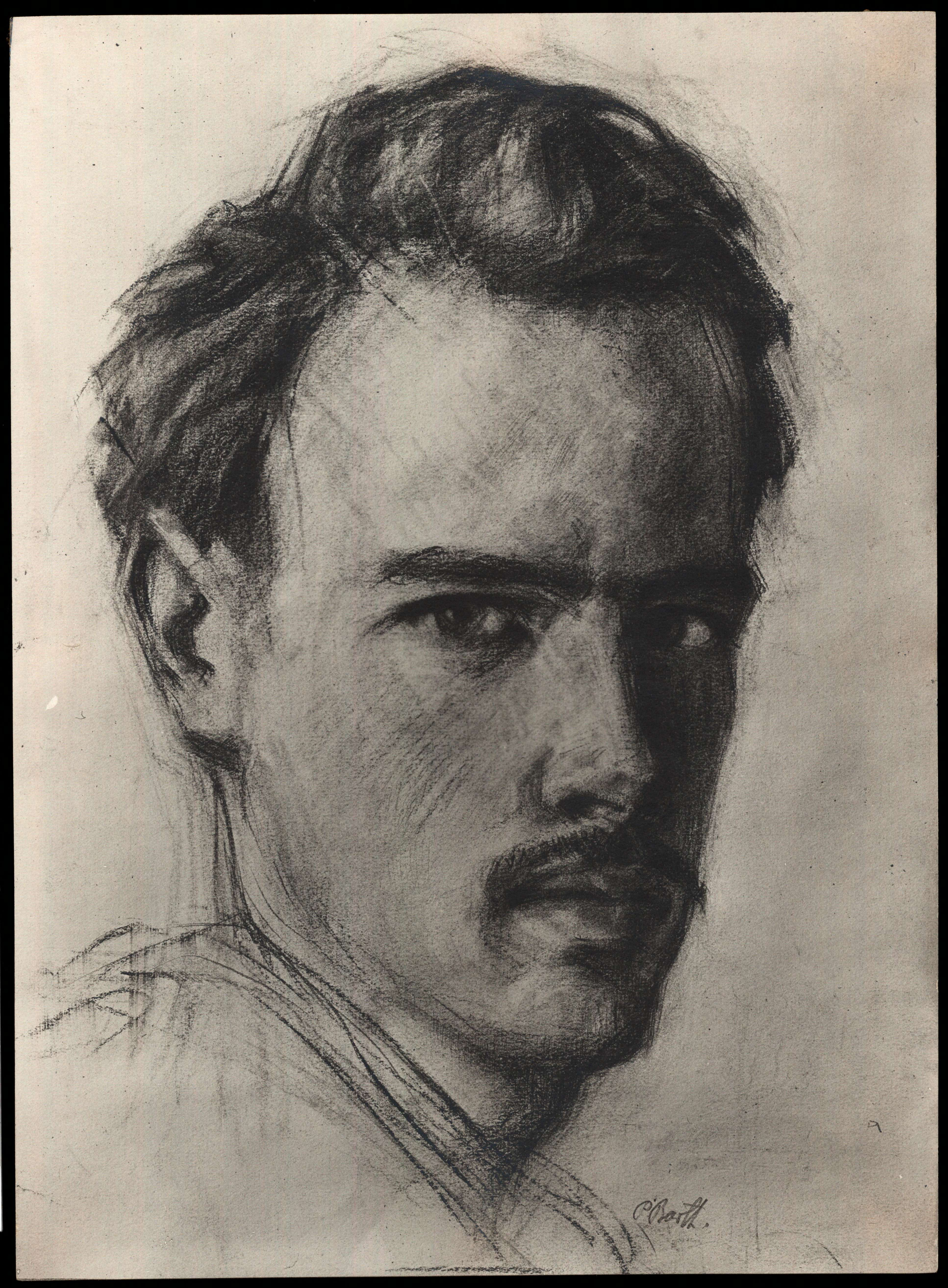
Paul Basilius Barth (etwa 1908)

Paul Basilius Barth (* 24. Oktober 1881 in Basel; † 25. April 1955 in Riehen) war ein Schweizer Kunstmaler und Zeichner.

## Leben und Werk
Paul Basilius Barth war ein Sohn des schriftstellerisch tätigen Arztes und Chirurgen Paul Otto Barth (1848–1921) und der Emma, geborener Schäffer (1851–1922). Seine Geschwister waren Emma Clara (1880–1959) und der spätere Arzt Felix Martin (1883–1960).
Barth absolvierte 1898 eine Lehre als Dekorationsmaler und besuchte Kurse an der Allgemeinen Gewerbeschule Basel. Von 1902 bis 1904 studierte er an der Akademie der Bildenden Künste München sowie an der privaten Malschule von Heinrich Knirr.
Von 1904 bis 1906 lebte und arbeitete Barth in Florenz und Rom. Ab 1906 hielt er sich acht Jahre in Paris auf wo er  zuerst an den Unterricht an der Académie Julian besuchte und seinen künstlerischen Durchbruch erlebte. An der Académie Humbert machte er mit Henri Matisse Bekanntschaft und war mit Maurice Denis freundschaftlich verbunden. Von Paris aus erfolgten Reisen, so u. a. in die Bretagne, in die Provence und auf die Insel Reichenau. 1914 kehrte Barth wie viele Schweizer Künstler, kriegsbedingt aus Paris in die Schweiz zurück.
Während und nach dem Ersten Weltkrieg bildete Barth zusammen mit Jean Jacques Lüscher, Numa Donzé, Otto Roos, Heinrich Müller und Karl Theophil Dick die lose Basler Künstlergruppe der dunkeltonigen Maler. Diese als «Basels Klassische Malergeneration» bezeichnete Künstlergruppierung war für die Basler Kunstinteressierten eine revolutionäre Entdeckung. Der Durchbruch gelang der Gruppe 1907 mit einer gemeinsamen Ausstellung in der Kunsthalle Basel.

1907 heiratete Barth Margaretha, geborene Zaeslin. Ihre gemeinsamen Söhne waren der in Paris geborene und spätere Maler und Kreis 48 Gründungsmitglied  Heinrich Barth (1907–1958) und der Maler Andres Barth (1916–1990). Das Ehepaar liess sich 1921 scheiden. 1923 heiratete Zaeslin den Maler Louis Moilliet und Barth heiratete 1924 Elsa, geborene Wassmer.

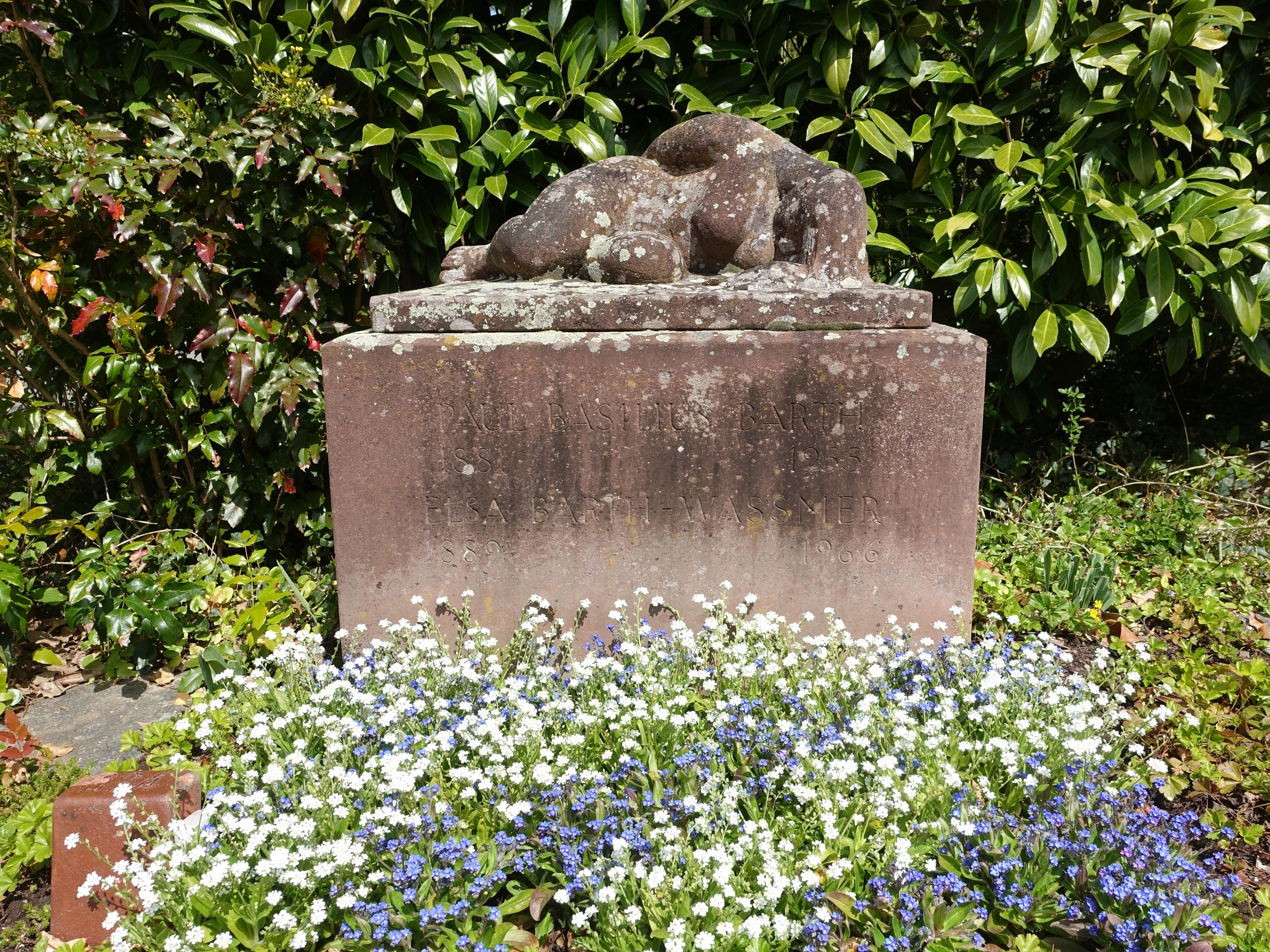
Familiengrab. Friedhof am Hörnli

Die Basler Künstlergruppe der dunkeltonigen Maler pflegten einen freundschaftlichen Austausch mit der 1918 gegründeten Basler Künstlerbund Das Neue Leben und mit der Künstlergruppe «Rot-Blau». Barth beeinflussten die Entwicklung der Basler Malerei nach der Jahrhundertwende bis in die 1920er-Jahre massgeblich.
Nach dem Krieg lebte Barth zeitweise wieder in Paris. Zusammen mit seinem Sohn Heinrich und Numa Donzé reiste er 1922 nach Algerien. 1925 unternahm er eine Reise nach Tunesien.
1935/1936 erfolgte der Bau seines Wohn- und Atelierhauses in Riehen durch Paul Artaria. Hier, im seit 2004 denkmalgeschützten Haus am Vierjuchartenweg 24, lebte später der Galerist Ernst Beyeler. 1938 wurde Barth zum Mitglied der Pariser Société du Salon d’Automne. Ab 1940 verbrachte Barth, der kriegsbedingt wieder in der Schweiz lebte, die Sommer am Genfersee. Von 1951 bis 1954 unterhielt er ein Atelier in Güttingen am Bodensee. Mit dem Maler und Grafiker Ernst Morgenthaler war er eng befreundet.
Paul Basilius Barth war der künstlerisch bedeutendste Vertreter einer Familie, zu der auch der Theologe Karl Barth gehörte. Seine letzte Ruhestätte fand er auf dem Friedhof am Hörnli.

## Ausstellungen

### Einzelausstellungen
- 1932: Kunsthalle Basel[7]
- 1941: Museum zu Allerheiligen, Schaffhausen[8]
- 1942, 1956: Kunsthalle Basel
- 1981: Berowergut, Riehen

### Gruppenausstellungen
- 1911: München, Internationale Kunstausstellung der Münchner Secession
- 1920 und 1926: Biennale di Venezia
- 1925, 1938, 1952: Kunsthaus Zürich
- 1956: Kunstmuseum Basel
- 2004: Kunsthalle Basel: Kunsthalle Salon, Die Sammlung des Basler Kunstvereins.[9]

## Werke
Werke Barths befinden sich unter anderem in folgenden Sammlungen:
- Aargauer Kunsthaus, Aarau
- Kunsthaus Glarus[10]
- Museum Oskar Reinhart, Winterthur
- ETH Zürich[11]